# Adagio (Mitterrand, le secret et la mort)
Pour les articles homonymes, voir Adagio (homonymie).
Adagio (Mitterrand, le secret et la mort) est une pièce de théâtre d'Olivier Py créée en 2011 au théâtre de l'Odéon.

## Argument
Une fiction historique basée sur la fin de la vie de François Mitterrand : son deuxième septennat, son cancer caché aux Français et son regard face à la mort.

## Distribution (2011)
- Philippe Girard : François Mitterrand
- John Arnold : Robert Badinter, Jack Lang, le docteur Gubler, Bernard Kouchner, Michel Charasse
- Bruno Blairet : le docteur Tarot, Mikhaïl Gorbatchev, un conseiller, un diplomate, un grand reporter
- Scali Delpeyrat : Pierre Bérégovoy, Hubert Védrine, Jacques Séguéla, Pierre Bergé, le général MacKenzie, Bernard Pivot, un journaliste, le docteur de Kuyper, Roger Hanin
- Alphonse Dervieux : le docteur Kalfon
- Élizabeth Mazev : Anne Lauvergeon, Marguerite Duras, Danielle Mitterrand, l'interprète d'Alija Izetbegović
- Jean-Marie Winling : Helmut Kohl, le docteur Steg, Alija Izetbegović, Elie Wiesel, Henri Emmanuelli, François de Grossouvre